# Titan 3D
Titan 3D – amerykańska rakieta nośna serii Titan. Jest on dwustopniową modyfikacją rakiety Titan 3C (nie posiada stopnia Transtage). Używana była w latach 1971–1982 do wynoszenia satelitów szpiegowskich KH-9 Hexagon i KH-11 Kennan. Wycofana na rzecz rakiet Titan 34D.

## Starty
| Data/Godzina (GMT)         | Miejsce startu | S/N   | Ładunek          | Rezultat | Uwagi |
| -------------------------- | -------------- | ----- | ---------------- | -------- | ----- |
| 15 czerwca 1971 18:41      | VAFB LC-4E     | 3D-1  | OPS-8709 (KH-9)  | Sukces   |       |
| 20 stycznia 1972 18:36     | VAFB LC-4E     | 3D-2  | OPS-1737 (KH-9)  | Sukces   |       |
| 7 lipca 1972 17:46         | VAFB LC-4E     | 3D-5  | OPS-7293 (KH-9)  | Sukces   |       |
| 10 października 1972 18:03 | VAFB LC-4E     | 3D-3  | OPS-8314 (KH-9)  | Sukecs   |       |
| 9 marca 1973 21:00         | VAFB LC-4E     | 3D-6  | OPS-8410 (KH-9)  | Sukces   |       |
| 13 lipca 1973 20:22        | VAFB LC-4E     | 3D-7  | OPS-8261 (KH-9)  | Sukces   |       |
| 10 listopada 1973 20:12    | VAFB LC-4E     | 3D-8  | OPS-6630 (KH-9)  | Sukces   |       |
| 10 kwietnia 1974 20:20     | VAFB LC-4E     | 3D-9  | OPS-6245 (KH-9)  | Sukces   |       |
| 29 października 1974 19:30 | VAFB LC-4E     | 3D-4  | OPS-7122 (KH-9)  | Sukces   |       |
| 8 czerwca 1975 18:30       | VAFB LC-4E     | 3D-10 | OPS-6381 (KH-9)  | Sukces   |       |
| 4 grudnia 1975 20:30       | VAFB LC-4E     | 3D-13 | OPS-5547 (KH-9)  | Sukces   |       |
| 8 lipca 1976 18:30         | VAFB LC-4E     | 3D-14 | OPS-4699 (KH-9)  | Sukces   |       |
| 19 grudnia 1976 18:19      | VAFB LC-4E     | 3D-15 | OPS-5705 (KH-11) | Sukces   |       |
| 27 czerwca 1977 18:30      | VAFB LC-4E     | 3D-17 | OPS-4800 (KH-9)  | Sukces   |       |
| 26 marca 1978 18:40        | VAFB LC-4E     | 3D-20 | OPS-0460 (KH-9)  | Sukces   |       |
| 14 czerwca 1978 18:23      | VAFB LC-4E     | 3D-18 | OPS-4515 (KH-11) | Sukces   |       |
| 16 marca 1979 18:30        | VAFB LC-4E     | 3D-21 | OPS-3854 (KH-9)  | Sukces   |       |
| 7 lutego 1980 21:10        | VAFB LC-4E     | 3D-19 | OPS-2581 (KH-11) | Sukces   |       |
| 18 czerwca 1980 18:30      | VAFB LC-4E     | 3D-16 | OPS-3123 (KH-9)  | Sukces   |       |
| 3 września 1981 18:29      | VAFB LC-4E     | 3D-22 | OPS-3984 (KH-11) | Sukces   |       |
| 11 maja 1982 18:35         | VAFB LC-4E     | 3D-24 | OPS-5642 (KH-9)  | Sukces   |       |
| 17 listopada 1982 21:18    | VAFB LC-4E     | 3D-23 | OPS-9627 (KH-11) | Sukces   |       |